# Roc Champion
Roc Champion är en bergstopp i Schweiz. Den ligger i distriktet Aigle och kantonen Vaud, i den sydvästra delen av landet, 90 km söder om huvudstaden Bern. Toppen på Roc Champion är 2 746 meter över havet.